# Three Brothers (Südgeorgien)
Die Three Brothers (englisch für Drei Brüder) sind eine Gebirgsgruppe aus drei Bergen im Zentrum Südgeorgiens. Mit nordsüdlicher Ausrichtung ragen sie 6 km westlich des Kopfendes der Cumberland West Bay auf.
Der Name dieser Gebirgsgruppe ist seit mindestens 1930 bekannt, der weitere Benennungshintergrund jedoch nicht überliefert.